# Зинк (Арканзас)
Зинк (англ. Zinc, Arkansas) — город, расположенный в округе Бун (штат Арканзас, США) с населением в 76 человек по статистическим данным переписи 2000 года.

## География
По данным Бюро переписи населения США город Зинк имеет общую площадь в 1,81 квадратных километров, водных ресурсов в черте населённого пункта не имеется.
Город Зинк расположен на высоте 268 метров над уровнем моря.

## Демография
По данным переписи населения 2000 года в городе проживало 76 человек, 23 семьи, насчитывалось 31 домашнее хозяйство и 35 жилых домов. Средняя плотность населения составляла около 40 человек на один квадратный километр. Расовый состав по данным переписи распределился следующим образом: 97,37 % белых, 1,32 % — коренных американцев, 1,32 % — представителей смешанных рас.
Испаноговорящие составили 2,63 % от всех жителей города.
Из 31 домашних хозяйств в 32,3 % — воспитывали детей в возрасте до 18 лет, 45,2 % представляли собой совместно проживающие супружеские пары, в 16,1 % семей женщины проживали без мужей, 22,6 % не имели семей. 19,4 % от общего числа семей на момент переписи жили самостоятельно, при этом 3,2 % составили одинокие пожилые люди в возрасте 65 лет и старше. Средний размер домашнего хозяйства составил 2,45 человек, а средний размер семьи — 2,79 человек.
Население города по возрастному диапазону по данным переписи 2000 года распределилось следующим образом: 18,4 % — жители младше 18 лет, 6,6 % — между 18 и 24 годами, 25,0 % — от 25 до 44 лет, 38,2 % — от 45 до 64 лет и 11,8 % — в возрасте 65 лет и старше. Средний возраст жителей составил 45 лет. На каждые 100 женщин в городе приходилось 145,2 мужчин, при этом на каждые сто женщин 18 лет и старше приходилось 148,0 мужчин также старше 18 лет.
Средний доход на одно домашнее хозяйство в городе составил 9063 доллара США, а средний доход на одну семью — 12 250 долларов. При этом мужчины имели средний доход в 10 194 доллара США в год против 5250 долларов среднегодового дохода у женщин. Доход на душу населения в городе составил 8512 долларов в год. Все семьи город имели доход, превышающий уровень бедности, 79,5 % от всей численности населения находилось на момент переписи населения за чертой бедности, при этом 56,0 % из них были моложе 18 лет и — в возрасте 65 лет и старше.